# Diàspora xinesa
 Diàspora xinesa  es refereix a persones que, nascudes en la República de la Xina o la Xina o sent descendents d'aquests, viuen fora d'aquests països. Es troben, generalment, en Extrem Orient i Amèrica, on van arribar com a treballadors amb una majoria de cantonesos.

## Estadístiques
| Continent/País      | Població   | Any de la Informació | % dels tusán al país | % dels tusán a nivell mundial |
| ------------------- | ---------- | -------------------- | -------------------- | ----------------------------- |
| Àsia                | 30.976.784 | 2006                 | 0,8%                 | 78,7%                         |
| Malàisia            | 7.100.000  | 2008                 | 26.0%                | 12,1%                         |
| Tailàndia           | 7.000.000  | 2005                 | 14%                  | 11,7%                         |
| Indonèsia           | 2.832.510  | 2010                 | 1.2%                 | 4.3%                          |
| Singapur            | 2.770.300  | 2009                 | 74.2%                | 4,3%                          |
| Vietnam             | 1.200.000  | 2005                 | 3%                   | 2% -3%                        |
| Filipines           | 1.100.000  | 2005                 | 2%                   | 2,4%                          |
| Myanmar             | 1.100.000  | 2005                 | 3%                   | 2,1%                          |
| Japó                | 655.377    | 2008                 | 0,5%                 | 1,7%                          |
| Corea del Sud       | 624.994    | 2009                 | 0,2%                 | 0,5%                          |
| Cambodja            | 343.855    | 2005                 | 1.2%                 | 0,87%                         |
| Índia               | 189.470    | 2005                 | 0,02%                | 0,5%                          |
| Laos                | 185.765    | 2005                 | 1%                   | 0,5%                          |
| Emirats Àrabs Units | 180.000    | 2009                 | 2.61%                | -                             |
| Brunei              | 43.000     | 2006                 | 15%                  | 0,1%                          |
| Israel              | 23.000     | 2001                 | 0,3%                 | 0,1%                          |
| North Korea         | 10.000     | 2009                 | 0,2%                 | 0,1%                          |
| Pakistan            | 10.000     | 2009                 | -                    | -                             |
| Sri Lanka           | 3.500      |                      | 0,0001%              | 0,000088%                     |
| Mongolia            | 1.323      | 2000                 | 0,4%                 | 0,03%                         |
| Amèrica             | 6.059.240  | 2008                 | 0,6%                 | 15,4%                         |
| EUA                 | 3.500.000  | 2007                 | 1.2%                 | 6,8%                          |
| Canadà              | 1.300.000  | 2006                 | 3.9%                 | 3,4%                          |
| Peru                | 1.300.000  | 2005                 | 4.56%                | 3,4%                          |
| Brasil              | 151.649    | 2005                 | 0,10%                | 0,4%                          |
| Panamà              | 135.000    | 2003                 | 5%                   | 0,4%                          |
| Cuba                | 114.240    | 2008                 | 1%                   | 0,3%                          |
| Argentina           | 100.000    | 2008                 | 0,4%                 | 0,4%                          |
| Mèxic               | 23.000     | 2003                 | -                    | -                             |
| Colòmbia            | 25.000     | -                    | -                    | -                             |
| Nicaragua           | 12.000     | -                    | -                    | -                             |
| Suriname            | 70.000     | 2003                 | 14%                  | 0,2%                          |
| Jamaica             | 70.000     | -                    | -                    | -                             |
| Costa Rica          | 7.873      | 2009                 | 0,14%                | -                             |
| Xile                | 5.000      | -                    | -                    | -                             |
| Trinitat i Tobago   | 3.800      | 2000                 | -                    | -                             |
| Guyana              | 2.722      | 1921                 | -                    | -                             |
| Puerto Rico         | -          | -                    | -                    | -                             |
| Europa              | 1.700.000  | 2006                 | 0,2%                 | 4,1%                          |
| Rússia              | 998.000    | 2005                 | 0,5%                 | 1,9%                          |
| França              | 630.515    | 2010                 | 1.05%                | 1,5%                          |
| Regne Unit          | 500.000    | 2008                 | 0,8%                 | 1,3%                          |
| Itàlia              | 209.934    | 2010                 | 0,33%                | 0,8%                          |
| Espanya             | 128.022    | 2008                 | 0,27%                | 0,31%                         |
| Països Baixos       | 114.928    | 2006                 | 0,7%                 | 0,1%                          |
| Alemanya            | 71.639     | 2004                 | 0,1%                 | 0,1%                          |
| Sèrbia              | 20.000     | 2008                 | -                    | -                             |
| Irlanda             | 16.533     | 2006                 | 0,39%                | -                             |
| Bulgària            | 10.000     | 2005                 | -                    | -                             |
| Portugal            | 9.689      | 2007                 | -                    | -                             |
| Finlàndia           | 7.078      | 2009                 | 0,13%                | -                             |
| Romania             | 2.249      | 2002                 | -                    | -                             |
| Oceania             | 1.000.000  | 2003                 | 1.9%                 | 1,7%                          |
| Austràlia           | 669.896    | 2006                 | 3.2%                 | 1,3%                          |
| Nova Zelanda        | 147.570    | 2006                 | 3.5%                 | 0,3%                          |
| Fiji                | 6.000      | 2000                 | 0,5%                 | 0,01%                         |
| Tonga               | 3.000      | 2001                 | 3 o 4%               | -                             |
| Samoa               | 30.000     | -                    | 16.2%                | -                             |
| Àfrica              | 500.000    | 2009                 | > 0,01%              | 1,26%                         |
| South Africa        | 350.000    | 2009                 | 0,7%                 | 0,8%                          |
| Angola              | 100.000    | 2007                 | 0,5%                 | 0,25%                         |
| Zambia              | 20.000     | 2003                 | 0,15%                | 0,05%                         |
| Mauritius           | 30.000     | 2007                 | 3%                   | -                             |
| Total               | 39.817.784 |                      |                      | 100%                          |